# عبدالعزیز زیبی
عبدالعزیز زیبی (انگلیسی: Abdel Aziz Zaibi؛ زادهٔ ۱۵ آوریل ۱۹۵۳) بازیکن هندبال اهل تونس بود.